# Rising Force
Rising Force är Yngwie Malmsteens första soloalbum, släppt 1984.
Utmärkande för albumet är dess progressiva stil med inslag av barockmusik samt att alla låtar utom "Now Your Ships are Burned" och "As Above, so Below" är helt instrumentala.

## Låtlista
Samtliga låtar skrivna av Yngwie Malmsteen
1. "Black Star" - 4:51
2. "Far Beyond the Sun" - 5:49
3. "Now Your Ships Are Burned" - 4:09
4. "Evil Eye" - 5:12
5. "Icarus Dream Suite" - 8:30
6. "As Above, So Below" - 4:36
7. "Little Savage" - 5:21
8. "Farewell" - 0:48

## Bandmedlemmar
- Yngwie Malmsteen - Elgitarr, akustisk gitarr, elbas
- Jens Johansson - Synthesizer, piano
- Jeff Scott Soto - Sång
- Barriemore Barlow - Trummor